# Попов, Михаил Васильевич (учёный)
Михаи́л Васи́льевич Попо́в (род. 24 февраля 1945, Староклёнское, Тамбовская область) — советский и российский философ

, экономист, политический и общественный деятель, специалист по политической экономии, социальной философии и диалектической логике. Кандидат экономических наук (1971), доктор философских наук (1987), профессор. Профессор кафедры социальной философии и философии истории Санкт-Петербургского государственного университета (до 1 июля 2021 года). Один из создателей Объединённого фронта трудящихся РСФСР и Объединённого фронта трудящихся СССР, член Рабочей партии России с момента её учреждения в 1993 году, сопредседатель Идеологической комиссии ЦК РПР. Президент Фонда рабочей академии (Фонда содействия обучению рабочих) с 1994 года по 2023 год, а с 2023 года вице-президент Фонда, главный редактор, а с 2021 года заместитель главного редактора российской общественно-политической газеты «Народная правда».

## Биография
Родился 24 февраля 1945 года в селе Староклёнское Первомайского района Тамбовской области, откуда родом были его родители, снова оказавшиеся здесь во время Великой Отечественной войны. До этого мать Попова, Пелагея Михайловна, в 1941 году училась на третьем курсе в Ленинградском государственном педагогическом институте имени А. И. Герцена и почти всю блокаду провела в городе, участвуя в подготовке окопов. После возвращения в родное село участвовала в возрождении местной комсомольской организации и работала учителем математики в школе. Отец имел образование три класса средней школы и работал на эвакуированном в Люберцах заводе, производившем противогазы, но из-за потери при эвакуации завода документов, удостоверяющих личность, был отправлен воевать под Сталинград. Получил ранения в шею и в ногу и, после того как был признан инвалидом войны, смог вернуться домой.
В 1946 году тётя перевезла Попова в Ленинград. Семья из четырёх человек сначала жила в проходной комнате площадью 11 м² в повреждённом доме на проспекте Огородникова. Затем, поскольку отец работал слесарем в литейном цехе завода № 196 («Судомех») на Красной улице, семье была предоставлена комната площадью 13 м² в двухкомнатной коммунальной квартире в «Генеральском доме» 190 на Московском проспекте. Также Василий Андреевич Попов работал в литейном цехе на заводе «Знамя Октября».
Михаил Попов учился в 366 политехнической школе. В пионерской организации был горнистом, а после вступления в ВЛКСМ стал секретарём комсомольской организации школы и членом районного комитета ВЛКСМ Московского района Ленинграда. Увлекался спортивным туризмом и получил значок «Турист СССР». Также получил удостоверение токаря-часовщика I разряда.
Поступал на физический факультет ЛГУ имени А. А. Жданова, но не был принят и поступил на математико-механический факультет Ленинградского государственного университета имени А. А. Жданова, который окончил в 1968 году c отличием. Одним из его преподавателей на факультете был Д. К. Фаддеев. В университете Попов был секретарём комсомольской организации. Во время студенческих каникул участвовал в постройке Ждановского горно-обогатительного комбината в городе Заполярный и школы в Казахской ССР. Прочитав «Капитал» Карла Маркса, изучая Полное собрание сочинений В. И. Ленина и «Науку логики» Г. Ф. В. Гегеля, решил поступить в аспирантуру экономического факультета ЛГУ имени А. А. Жданова, которую окончил в 1971 году.
В 1967 году вступил в КПСС.
В 1969—1970 годах начал преподавать в Вечернем университете марксизма-ленинизма при Ленинградском городском комитете КПСС, где к началу 1990-х годов был заведующим кафедрой научного коммунизма. Преподавал в Институте переподготовки и повышения квалификации ЛГУ имени А. А. Жданова, был деканом факультета профессиональной переподготовки Академии гуманитарного образования.
С 1971 по 2021 год работал в Ленинградском (Санкт-Петербургском) государственном университете — ассистент, старший преподаватель, доцент, профессор кафедры политической экономии, кафедры управления и планирования социально-экономических процессов, кафедры экономики и права, кафедры философии и культурологии, кафедры социальной философии и философии истории.
В 1971 году под научным руководством доктора философских наук, профессора И. В. Котова защитил диссертацию на соискание учёной степени кандидата экономических наук по теме «К вопросу о соотношении качественного и количественного анализа в марксистской политической экономии: (Методологические вопросы применения математики в политической экономии)» (специальность № 590 — политическая экономия).
В 1987 году на философском факультете ЛГУ имени А. А. Жданова защитил диссертацию на соискание учёной степени доктора философских наук по теме «Планомерное разрешение противоречий движения коммунистического способа производства в его первой фазе» (специальность 09.00.02 — теория научного коммунизма"), которая по своей сути являлась критикой господствовавшей в СССР концепции «развитого социализма». Официальные оппоненты — доктор философских наук, профессор Д. З. Мутагиров, доктор философских наук, профессор В. И. Мишин и доктор экономических наук, профессор А. А. Сергеев. Ведущая организация — «кафедра научной философии» МГУ имени М. В. Ломоносова. Также поддержку оказала кафедра политической экономии МГУ имени М. В. Ломоносова. ВАК принял решение о повторной защите диссертации с новыми официальными оппонентами (одним из них стал Р. И. Косолапов) в диссертационном совете Института философии АН СССР, которая закончилась единогласным решение о присуждении Попову докторской учёной степени. По словам Попова, он стал последним доктором философских наук по специальности «теория научного коммунизма», поскольку после его защиты сектор научного коммунизма в Институте философии был закрыт. Данная защита была третьей по счёту, так как две предыдущие прошли для Попова неудачно, поскольку не удавалось набрать двух третей положительных голосов членов диссертационного совета.
Впервые Попов пробовал защитить докторскую диссертацию в 1978 году по теме воспроизводства производственных отношений. Его работу поддержали экономисты В. Я. Ельмеев, Н. А. Моисеенко и Б. Р. Рященко. Попов получил более половины, но менее двух третей положительных голосов. Вторая попытка была предпринята в 1982 году по теме воспроизводства производственных отношений и управления социалистической экономикой. Положительные отзывы на автореферат диссертацию прислали «все четыре заместителя директора Института экономики». Кроме того, хотя и с опозданием, совместный положительный отзыв прислали экономисты Г. Х. Попов и Ю. И. Краснопояс. В общей сложности было «сто отзывов только на автореферат». В поддержку Попова выступили экономисты А. А. Дерябин, В. Я. Ельмеев, А. И. Кащенко, Н. А. Моисеенко, А. К. Покрытан, Б. Р. Рященко и Д. К. Трифонов. В то же время с отрицательными отзывами и критикой диссертации выступили сторонники «рыночного социализма» Н. Д. Колесов, Н. Я. Петраков и Б. В. Ракитский. Однако и в этот раз работа получила более половины, но менее двух третей положительных голосов, хотя заключение диссертационного совета было положительным. Попов подал жалобу в ВАК и совет был закрыт.
Был членом диссертационного совета факультета социологии СПбГУ.
По словам Попова он является автором более 378 научных работ.

### Семья
- В 1967 году женился на Валентине Евгеньевне Алексеевой, учившейся на третьем курсе того же факультета, что и Попов[11].
- Дочь — Елена Попова, окончила Ленинградское высшее художественно-промышленное училище имени В. И. Мухиной, работает художником-иллюстратором[11].
- Сын — Иван Попов, окончил РГПУ имени А. И. Герцена со специализацией по физике и английскому языку, а также экономическое отделение Гуманитарного института при СПбГУ и юридический факультет СПбГУ, работал верстальщиком в редакции газеты «Народная правда», полгода стажировался в США[11]; кандидат педагогических наук[14], работает юристом.
- М. В. Попов имеет пять внуков[11].

## Научные взгляды и интересы
Главной сферой интересов Попова является материалистическое истолкование и освоение гегелевской диалектики и применение её для исследования противоречий и противоположных тенденций развития современного общества и общественных сил, за ними стоящих, философия истории и социальная философия, марксизм как материализм, применённый к истории и наиболее современный метод исследования общественных явлений.

## Общественно-политическая деятельность
В советское время являлся членом Ленинградского областного комитета КПСС (избран от Выборгского района). В 1989 году совместно с рабочим завода «Русский дизель» И. Г. Красавиным и рабочим завода «Адмиралтейские верфи» А. В. Пыжовым был выдвинут кандидатом в народные депутаты на выборах в Съезд народных депутатов СССР, также вместе с ними выступил с инициативой создания Объединённого фронта трудящихся России и СССР. Также в 1991 году был доверенным лицом кандидата в президенты РСФСР А. И. Макашова. Был одним из участников и выступающих на Учредительном съезде Коммунистической партии РСФСР.
В постсоветское время был помощником депутата Государственной Думы Российской Федерации О. В. Шеина на общественных началах.
Являлся президентом Фонда рабочей академии (Фонда содействия обучению рабочих) с 1994 по 2023 год.
Консультант Российского комитета рабочих.
С 1998 до 2021 года главный редактор, а с 2021 года заместитель главного редактора российской общественно-политической газеты «Народная правда».
Бывший член Российской коммунистической рабочей партии. Член Рабочей партии России, сопредседатель идеологической комиссии её Центрального Комитета. Постоянный гость интернет-канала Ленинградское интернет-телевидение (более 600 видео) и проекта «Разведопрос» Дмитрия Пучкова.
Как отмечается на сайте РТФа, он стал «одним из наиболее известных современных популяризаторов марксизма и пионером марксистской пропаганды в интернете».

## Награды
- Лауреат премии журнала ЦК ВЛКСМ «Молодая гвардия»[8].

## Научные труды

### Монографии
- .Совм. с Моисеенко Н. А. Демократический централизм — основной принцип управления социалистической экономикой. — Л.: Лениздат, 1975. — 174 с. — 15 000 экз. Архивировано 15 ноября 2017 года.
- Совм. с Моисеенко Н. А. Теория воспроизводства и управление социалистической экономикой. — М.: Мысль, 1976. — 212 с. — 10 000 экз.
- В соавт. с Моисеенко Н. А. Управление социалистической экономикой (политико-экономический аспект). — Л.: Изд-во Ленингр. ун-та. 1981. — 184 с.
- В соавт. с Моисеенко Н. А. Математика в политической экономии. — Л.: Изд-во Ленингр. ун-та, 1982. — 128 стр. Переведена на китайский язык и издана в КНР в 1988 г.
- Планомерное разрешение противоречий развития социализма как первой фазы коммунизма. — СПб.: Изд-во Ленингр. ун-та, 1986. — 158 с.
- В соавт. с Долговым В. Г. и Ельмеевым В. Я. Выбор нового курса. — М.: Мысль, 1991. — 205 с.
- В соавт. с Долговым В. Г. и Ельмеевым В. Я. Уроки и перспективы социализма в России. — СПб.: Изд-во С.-Петербургского ун-та, 1997. — 106 с.
- В соавт. с Бэллу Э. и др. От закона стоимости к закону потребительной стоимости. — СПб.: Фонд Рабочей академии; «Творческий центр „Победа“», 2003. — 176 с.
- В соавт. с Долговым В. Г. и др. Будущее за обществом труда. — СПб.: С.-Петерб. ун-т, 2003. — 272 с.
- В соавт. с Федотовым К. В. Ведение трудового спора за заключение коллективного договора, соглашения. — СПб.: Фонд Рабочей академии; «Творческий центр „Победа“», 2005. — 211 с.
- В соавторстве с Золотовым А. В. Философия производительного труда. — Н. Новгород: Изд-во ННГУ, 2006. 166 с.
- Лекции по философии истории. — СПб.: Изд-во Политехн. ун-та, 2010. — 236 с. {Рец.}
- В соавторстве с Афанасьевым К. С. и Казенновым А. С. Государственное регулирование экономики как средство экономической политики. — СПб.: ЛГУ имени А. С. Пушкина, 2011. — 148 с.
- В соавторстве с Казенновым А. С. Советы как форма власти. — СПб.: Изд-во Политехн. ун-та, 2013. — 129 с.
- Социальная диалектика. — СПб.: Изд-во Политехн. ун-та, 2014. — 467 с.
- Золотов А. В., Попов М. В., Бузмакова М. В., Былинская А. А., Глушич Н. Г., Демичева Т. Н., Лядова Е. В., Малявина И. Ю., Полушкина И. Н., Удалова Н. А. Сокращение рабочего дня как основание современного экономического развития. — СПб.: Изд-во Политехн. ун-та, 2016. — 198 с.
- Экономическая борьба. — СПб.: Изд-во Политехн. ун-та, 2017. — 92 с.
- Попов М. В., Гурьянов П. А., Казённов А. С. и др. Великий Октябрь в зеркале истории: Великая Октябрьская революция в социально-историческом измерении. — СПб.: Издательство «Инфо-да», 2017. — 180 с. — ISBN 978-5-94652-542-8.
- Экономическая и политическая борьба. — СПб.: Изд-во Политехн. ун-та, 2018. — 147 с.
- Классовая борьба. — Primedia E-launch, 2018. — 207 c.
- В соавторстве с А. С. Казенновым Советы как форма государственной власти. СПб.: Политех-пресс, 2019. — 157 с.
- Судьба России и задачи рабочего класса. СПБ. Медиапапир, 2020, 44 стр.
- «Наука логики» Г.В.Ф. Гегеля (пособие по изучению). Невинномысск: Из-дательство Невинномысского института экономики, управления и права. 2020 г., 100 стр.

### Статьи
На русском языке
- Попов М. В. Противоречия движения социализма как первой фазы коммунизма // Вестник Ленинградского университета. Серия истории, языка и литературы. 1985. № 4. С. 3.
- Золотов А. В., Попов М. В. Диалектика динамики уровня реального содержания заработной платы в условиях современного капитализма // Уровень жизни населения регионов России. 2007. № 8—9. С. 102—106.
- Попов М. В. Профсоюзы и новая индустриализация России // Экономист. 2011. № 12. С. 86.
- Попов М. В. Стоимость рабочей силы — объективно необходимый уровень заработной платы // Здоровье — основа человеческого потенциала: проблемы и пути их решения. 2012. Т. 7. № 2. С. 951—956.
- Попов М. В., Мазур О. А. Материализм и теория формации // Теория и практика общественного развития. 2013. № 6. С. 33—35.
- Попов М. В., Мазур О. А. Передовое и отсталое в различных формациях // Теория и практика общественного развития. 2013. № 7. С. 15—17.
- Попов М. В. Сущность и форма российского государства: вчера, сегодня, завтра // Труды исторического факультета Санкт-Петербургского университета. 2013. № 15. С. 81—92.
- Попов М. В., Мазур О. А. Объективно обусловленный уровень современной зарплаты // Теория и практика общественного развития. 2014. № 15. С. 18—21.
- Попов М. В. Объективная основа разрешения конфликтов по зарплате // Конфликтология. 2014. № S. С. 124—125.
- Попов М. В. Конфликт в зеркале социальной философии // Абалян А. И., Абгаджава Д. А., Абдуллаев Н. В., Алейников А. В., Андреева О. И., Артемов Г. П., Баранова Г. В., Блащенко М. П., Большаков А. Г., Газимагомедов Г. Г., Завершинский К. Ф., Иванова Е. Н., Иванова Н. Л., Исаев Б. А., Карпенко А. Д., Крюков Н. А., Крюкова Т. В., Куконков П. И., Мириманофф Ж., Милецкий В. П. и др. Конфликт как проблема. Очерки современной теоретической и прикладной конфликтологии: коллективная монография. / Под ред. А. И. Стребкова, А. В. Алейникова, А. Г. Пинкевич. — СПб.: Фонд развития конфликтологии, 2015. С. 34—40.
- Попов М. В., Александров М. А. Каков цвет бозона Хиггса? // Aspectus. 2015. № 4. С. 126—134.
- Попов М. В. Критерий деления исторического процесса на общественно-экономические формации // Вестник Санкт-Петербургского университета. Серия 17. Философия. Конфликтология. Культурология. Религиоведение. 2015. № 4. С. 69—78.
- Попов М. В. Воплощение марксизма в России // Бусов С. В., Дудник С. И., Жирков К. Ю. и др. Маркс и будущее философии России: Коллективная монография. Под ред. В. Г. Марахова. — СПб.: Издательство ВВМ, 2016. — 216 с. — С. 50—61.
- Попов М. В. Как поднять современную экономику // Российская экономика знаний: вклад региональных исследователей: сборник статей Всероссийской научной конференции с международным участием: в 2 ч. — Кемерово: Кузбасский государственный технический университет имени Т. Ф. Горбачёва, 2017. С. 172—175.
- Попов М. В. Как поднять экономику России // Наука. Промышленность. Образование. Культура. Формирование духовно-нравственного и физического здоровья нации Материалы X съезда Петровской академии наук и искусств. — СПб.: Информационный издательский учебно-научный центр «Стратегия будущего», 2017. С. 5—7.
- Александров М. А., Попов М. В. Пространство-время теории относительности и новой физики // Aspectus. 2017. № 2 (15). С. 18—41.
- Александров М. А, Попов М. В. Пространство-время. // Философия и общество, 2018, вып. 4 (89). С. 5—27.
- Попов М. В. Контрреволюция в СССР // The scientific Heritage. № 40. 2019.
- Попов М. В. Структура современного забастовочного социально-трудового конфликта // The scientific Heritage. № 40. P. 3. 2019.
- А. В. Золотов, М. В. Попов. Перспектива преодоления социального разделения людей. Архивная копия от 22 октября 2021 на Wayback Machine «Вестник Санкт-Петербургского университета. Философия и конфликтология». 2018. Т. 34. № 2.
- Диктатура пролетариата, её организационная форма и экономическая сущность. Марксизм и революция. Материалы научно-теретической конференции 13 мая 2018 г. — М., 2018. — С. 224—248.
- М. В. Попов, А. В. Бузгалин. Уроки СССР: диктатура пролетариата или демократия и народовластие (дискуссия между проф. М. В. Поповым и проф. А. В. Бузгалиным) // Альтернативы, 2019, № 2.
- Содержание забастовочного социально-трудового конфликта. Конфликтология XXI века. Пути и средства укрепления мира: материалы Третьего Санкт-Петербургского международного конгресса конфликтологов. Санкт-Петербург, 15—16 ноября 2019 г. — СПб.: Фонд развития конфликтологии, 2019.
- Сталин — продолжатель дела Ленина. И. В. Сталин — вождь строительства социализма. Материалы научно-практической конференции, посвященной 140-летнему юбилею И. В. Сталина, 24 августа 2019 г. Ульяновка, Ленинградская область. — СПб.: Политех-пресс, 2019
- Золотов А. В., Попов М. В., Ломов В. СОКРАЩЕНИЕ РАБОЧЕГО ВРЕМЕНИ КАК ФАКТОР РАЗРЕШЕНИЯ ПЕНСИОННОГО КОНФЛИКТА. Вестник Санкт-Петербургского университета. Философия и конфликтология. 2020. Т. 36. № 2. * Структура современного забастовочного социально-трудового конфликта. The scientific heritage. No 42 (2019) Р.3
- Актуальность ленинского философского наследия. Духовное производство в эпоху позднего капитализма. Материалы Международной научной конференции. Сер. «Социально-гуманитарные исследования ученых Донбасса» Отв. редактор Т. Э. Рагозина. Донецк, 25 апреля 2020 г.
- Интернет-технологии в научно-просветительской деятельности. // The scientific heritage No 46 (2020)/ Political sciences.
- Ленин — марксист. Ленинское учение о диктатуре пролетариата и современность: Материалы научно-практической конференции, посвященной 150-летию со дня рождения В. И. Ленина. Пос. Ульяновка, Ленинградская область, 22 августа 2020 года. — СПб.: Медиапапир, 2020
- Ф. Энгельс как воплощение единства трёх моментов марксизма. Фридрих Энгельс и современность: к 200-летию со дня рождения. Материалы международной научной конференции 27 ноября 2020 года / Отв. редактор д. филос. наук Рагозина Т. Э. — Донецк: ГОУВПО «ДОННТУ», 2020. — 266 с.
- Противоречия низшей фазы коммунизма как источник положительных и отрицательных тенденций в странах победившего социализма. ПРИЧИНЫ И РЕЗУЛЬТАТЫ БОРЬБЫ ПОЗИТИВНЫХ И НЕГАТИВНЫХ ТЕНДЕНЦИЙ В СОЦИАЛИСТИЧЕСКИХ СТРАНАХ. Материалы научно-практической конференции. Пос. Ульяновка Ленинградская область, 21 августа 2021 года. Медиапапир. 2021.

на других языках
- Zolotov A. V., Mazur O. A., Popov M. V. Dynamics of labour input and average annual hours actually worked per worker in industry of developed countries and Russia Similarities and differences // Asian Social Science. 2015. Т. 11. № 14. С. 205—210. DOI: 10.5539/ass.v 11 n 14.
- Russia and China in bipolar world. Materials of the international Conference. «Scientific research of the SCO countries. synergy and integrayion». Reports in English. Part 1. August, 31. 2019. Beijing. China. 2019.
- Lenins Linkskriterien. Оffen-siv Zeitschrift für Sozialismus und Frieden, 5-2019. Ausgabe September-Oktober. 2019.
- USING INTERNET TECHNOLOGIES FOR POPULARIZATION OF SCIENCE. Geplat: Caderno Suplementar, N. 4, SETEMBRO, 2020.
- Shortened working hours as a way of preventing mass technological unemployment. Proceedings of the 34th International Business Information Management Association Conference — Vision 2020: Sustainable Economic Development and Application of Inno-vation Management from Regional expansion to Global Growth, 13 — 14 November 2019, Madrid, Spain.

## Публицистика
- Попов М. В. Может ли интеллигент представлять в советах рабочих? // Родина. 1990. № 2. С. 75.
- Долгов В., Попов М. В. От разбитого корыта к созиданию // Молодая гвардия. 1991. № 4. С. 16.
- Попов М. В. Изменение характера производства в процессе строительства и развития социализма // Марксизм и современность. 2007. № 3—4. С. 41.
- Попов М. В. Социально-философский аспект соотношения культуры и политики // Credo new. 2010. № 4. С. 17.
- Тюлькин В. А., Попов М. В. Ленинизм и ревизионизм в основных вопросах теории и практики социализма (диктатура пролетариата, её организационная форма и экономическая сущность) // Марксизм и современность. 2011. № 1—2. С. 32.
- Попов М. В., Жуков К. А. Экономика. Закат либерализма / Предисл. Дмитрий Goblin Пучков. — СПб.: Питер, 2019. — 224 с. — (Тупичок Гоблина). — ISBN 978-5-4461-1012-4.
- Пучков Д. Ю., Попов М. В. Диалектика. Ключ к истине / Предисл. Д. Пучков. — СПб.: Питер, 2018. — 384 с. — (Тупичок Гоблина). — 3500 экз. — ISBN 978-5-4461-0625-7.
- Пучков Д. Ю., Попов М. В. О фашизме // Современный фашизм / Предисл. Дмитрий Goblin Пучков. — СПб.: Питер, 2018. — С. 85—154. — 224 с. — (Тупичок Гоблина). — 5000 экз. — ISBN 978-5-4461-0412-3.
- Яковлев Е. Н., Попов М. В. Об американском фашизме // Современный фашизм / Предисл. Дмитрий Goblin Пучков. — СПб.: Питер, 2018. — С. 155—207. — 224 с. — (Тупичок Гоблина). — 5000 экз. — ISBN 978-5-4461-0412-3.
- Яковлев Е. Н., Попов М. В. Коммунизм / Предисл Д. Пучков. — СПб.: Питер, 2019. — 223 с. — (Тупичок Гоблина). — 5000 экз. — ISBN 978-5-4461-0904-3.
- Павлуш Д., Попов М. В. «Святые» девяностые / Предисл. Д. Пучков. — СПб.: Питер, 2019. — 224 с. — (Тупичок Гоблина). — 4000 экз. — ISBN 978-5-4461-1242-5.
- Попов М. В., Моисеенко Д. А., Жуков К. А. Актуальный марксизм / Предисл. Д. Пучков. — СПб.: Питер, 2019. — 256 с. — (Тупичок Гоблина). — ISBN 978-5-4461-1147-3.
- Попов М. В. Борьба классов. Здесь и сейчас / Предисл. Д. Пучков. — СПб.: Питер, 2019. — 320 с. — ISBN 978-5-4461-1351-4.
- Жуков К. А., Золотов А. В., Попов М. В.. Пенсионная реформа и рабочее время. — СПб.: Питер. 2020. — 224 с. — ISBN 978-5-4461-1529-7.